# Campylomyza borealis
Campylomyza borealis är en tvåvingeart som beskrevs av Jaschhof 2009. Campylomyza borealis ingår i släktet Campylomyza, och familjen gallmyggor. Arten är reproducerande i Sverige.